# Blato pri Grebinju
Blato pri Grebinju (nemško Griffnergemeinde) je naselje v Občini Grebinj v Okraju Velikovec na Koroškem v Avstriji.